# Portret Jean-Baptista Belleya
Portret Jean-Baptista Belleyja je portretna slika v olju na platnu francoskega umetnika Anne-Louis Girodet de Roussy-Triosona iz leta 1797. Upodablja Jean-Baptiste Belleyja, nekdanjega sužnja iz Saint-Domingueja, ki je bil po francoski revoluciji izvoljen za službo v Nacionalni konvenciji. Stoji poleg doprsnega kipa francoskega abolicionista Guillauma Thomasa Françoisa Raynala. Kompozicija je podobna umetnikovemu kasnejšemu Portretu Chateaubrianda.

## Opis
Na tej sliki Girodet evocira napetosti tega obdobja. Belley stoji, oblečen v uniformo člana konvencije in ima elegantno sproščeno pozo, kot je priljubljena na številnih francoskih političnih portretih revolucionarnih politikov. Njegov komolec počiva na doprsnem kipu filozofa Guillauma Thomasa Françoisa Raynala (1713–1796), avtorja Filozofske in politične zgodovine naselij in trgovine Evropejcev v Vzhodni in Zahodni Indiji (1770). Raynal, ki je pravkar umrl, je bil zagovornik odprave suženjstva. Ozadje slike je tropska pokrajina.

## Izvor
Razstavljena je bila na Salonu leta 1798 v pariškem Louvru. Več desetletij je bila na ogled v Toulonu, leta 1828 pa so ga kupili za Louvre za 3000 frankov, ko so verjeli, da gre za portret Toussainta Louvertureja. Danes je v zbirki Versajske palače.
Girodetova risba za portret s tušem in črno kredo je v Umetnostnem inštitutu v Chicagu, leta 1973 je bila kupljena s sredstvi fundacije Joseph in Helen Regenstein.

## V popularni kulturi
Portret je bil uporabljen za naslovnico knjige Christopherja Baylyja The Birth of the Modern World 1780–1914: Global Connections and Comparisons (Oxford: Blackwell, 2004).